# خزعة عقدة لمفاوية
خِزْعَة العقدة اللمفاويّة؛ هي اختبار تُزال فيه العقدة اللمفاوية أو قطعة من العقدة اللمفاوية لفحصها تحت المجهر. (انظر: خِزْعَة)
يتكون الجهاز اللمفي من عدة عُقد لمفاويّة تصل الأوعية اللمفيّة بعضها ببعض. تُنتِج العقد اللمفاويّة خلايا الدم البيضاء (الخلايا اللمفاوية) التي تجابه العدوى. عند وجود عدوى تتضخم العقد اللمفاوية وتنتج مزيداً من خلايا الدم البيضاء محاولةً اصطياد الكائنات الحية الدقيقة المسبّبة للعدوى. أيضاً تحاول العقد اللمفاوية اصطياد الخلايا السرطانيّة.[بحاجة لمصدر]
تتضمن الدراسات التصويرية تصوير الصدر بالأشعة السينية(CXR)، الأشعة المقطعية(CT scans) للبطن والصدر والحوض والرقبة والتصوير المقطعيّ بالإصدار البوزيتروني(PET).
العَدُّ الدَّمويّ الشامل-تعداد الدم الكامل (CBC)، سرعة ترسب الدم (ESR)، فحص تركيز الفيرّيتين في المصل، بَزْلُ نقي العظم.

## الدواعي
يُجرى هذا الفحص كيما يساعدَ في تحديد سبب تضخم العقدة اللمفاوية (تضخم الغدد أو تضخم العقد اللمفيّة). قد يحدد أيضاً ما إذا كانت الأورام في العقدة اللمفاوية سرطانية أم غير سرطانية. تضخم العقد اللمفاويّة قد يكون ناتجاً عن عدد من الحالات: تتراوح من التهابات بسيطة إلى أورام خبيثة خطيرة. غالباً ما يمكن تمييز الحالات الحميدة عن السرطانية وسير العمليات الإنتانية بواسطة الفحص المجهريّ. وقد يقوم أخصائي علم الأمراض بإجراء اختبارات إضافية على أنسجة العقدة اللمفاوية للمساعدة في الحُكم بالتشخيص.[بحاجة لمصدر]
بعض الحالات التي تُحصى فيها قيم غير طبيعية هي:
•لمفوما هودجكن
•لمفوما لاهودجكينيَّة
•الغرناوية(الساركويد)
•التهاب العقد اللمفاويّة السليّ(داء الخنازير)
يمكن إجراء خزعات العقدة اللمفاوية لتقييم انتشار السرطان. انظر استئصال العقد اللمفاوية#مع خزعة العقدة اللمفية الخافرة.
ومع ذلك فإن خزعة العقدة اللمفاوية الخافرة للتقييم المبكر الورم الميلانيني لم تثبت أنها تزيد فرص النجاة؛ ولهذا السبب لا ينبغي إجراؤها. المرضى المصابون بميلانوما لابدة، ميلانوما T1a أو ميلانوما T1b ≤  0.5 لديهم مخاطر أقل لانتشار السرطان إلى العقد اللمفاوية ومعدلات عالية 5 سنوات للبقاء على قيد الحياة؛ لذلك هذا النوع من الخَزْع يكون غير ضروريّ.

## الإجراء
يجرى هذا الاختبار في غرفة العمليات في المستشفى أو في منشأة جراحة العيادة الخارجية.
هناك طريقتان للحصول على العينة:
•خزعة بالإبرة
•خزعة -استئصالية- مفتوحة

### خزعة بالإبرة
تتضمن الخزعة بالإبرة إدخال إبرة إلى داخل العقدة للحصول على العينة.
يستلقي المريض على طاولة الفحص؛ يُطهَّر موضع الخزعة ويُحقن مخدر موضعي. ثمَّ بعد ذلك تُدخَلُ إبرة الخزعة داخل العقدة. ومن ثم تؤخذ العينة ويُضغط على الموقع لوقف النزف ويضمّد الموضع المخزوع.

### الخزعة المفتوحة
تشمل الخزعة المفتوحة إزالة العقدة كاملة أو جزءاً منها جراحياً.
يستلقي المريض على طاولة الفحص ويُعطى مهدئ. يُطهر الجلد موضع الخزعة ويُحقن مخدر موضعيّ(أحياناً يُعطى مخدراً عاماً). وثم يُشقُّ شِقٌّ صغير وتُزالُ العقدة اللمفاويّة كلّها أو جزء منها. يخَاطُ بعد ذلك الشَّقُ بواسطة خيط جراحي وتطبَّقُ الضمادة.
تُرسَل العيِّنَة بعد ذلك إلى قسم علم الأمراض.
تّضؤُل فرصة العدوى أو النزف مع هذا الاختبار. بالإضافة إلى ذلك؛ هناك خطورة  متوسطة لإصابة الأعصاب، والشلل الموضعي أو الخَدَران عندما تُجرى الخزعة على العقدة اللمفاوية القريبة من الأعصاب.